# Kauka
Kauka est une zone de planification de Tampere en Finlande. 
Kauka comprend les zones statistiques: Turtola, Viiala, Haihara, Kaukajärvi, Lukonmäki et Hallila.